# Docklands Stadium

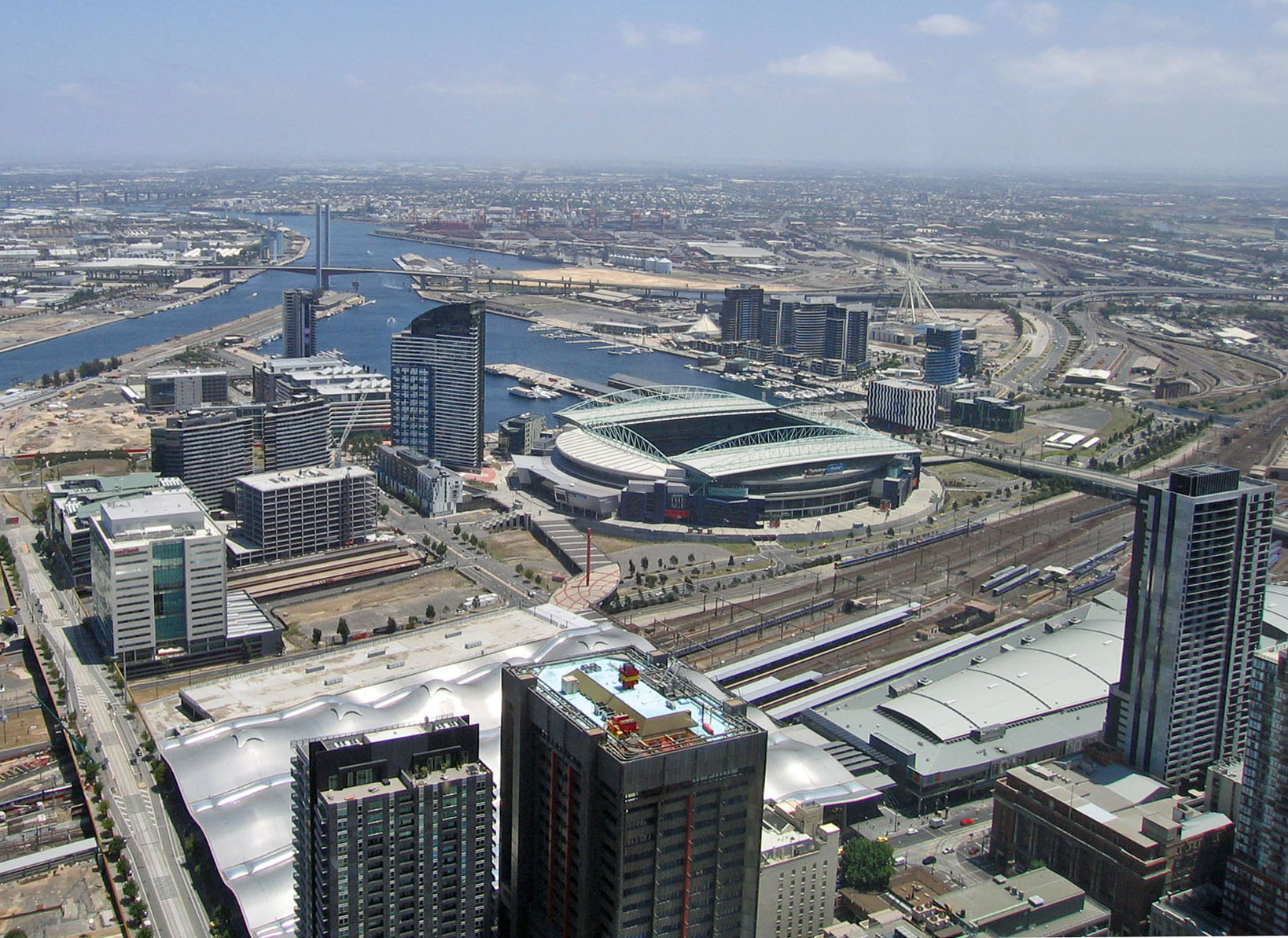
Telstra Dome sett från Rialto Towers.

Docklands Stadium eller Etihad Stadium är en idrottsarena i Melbourne, Australien. Arenan, som var färdigbyggd år 2000, används för olika typer av sportevenemang och konserter. Publikkapaciteten är 56 347. Arenan är döpt efter flygbolaget Etihad Airways.